# پژو جی۹
پژو جی۹ (به انگلیسی: Peugeot J9) یک ون ساختهٔ پژو است که از ژانویهٔ ۱۹۸۱ تا ۱۹۹۱ تولید می‌شد. این خودرو از سال ۱۹۸۱ تا ۲۰۱۰ تحت لیسانس کارسان در ترکیه تولید می‌شد. کارسان در ۲۰۰۶ ظاهر این خودرو را کمی دچار دگرگونی کرد و نام جی۹ پریمر را بر آن گذاشت. در سال ۲۰۱۰ خودروی کارسان جی۱۰ جایگزین خودروی پیشین شد.
موتور خودرو دیزلی ۲٫۱ تا ۲٫۳ لیتری است بعدها در تولید فرانسوی آن موتور ۲٫۵ لیتری هم تولید شد.